# Dodô (ur. 1998)
Dodô, właśc. Domilson Cordeiro dos Santos (ur. 17 listopada 1998 w Taubaté, w stanie São Paulo) – brazylijski piłkarz, występujący na pozycji prawego obrońcy we włoskim klubie ACF Fiorentina. Młodzieżowy reprezentant Brazylii. 

## Kariera piłkarska

### Kariera klubowa
Wychowanek klubu Coritiba, w barwach którego w 2016 rozpoczął karierę piłkarską. 8 grudnia 2017 podpisał kontrakt z Szachtarem Donieck. 28 lipca 2018 został wypożyczony do Vitórii Guimarães.

### Kariera reprezentacyjna
W 2015 został powołany do juniorskiej reprezentacji Brazylii U-17. W 2016 roku debiutował w młodzieżowej reprezentacji Brazylii U-20.

## Sukcesy i odznaczenia

### Sukcesy klubowe
Coritiba
- mistrz Campeonato Paranaense: 2017
- wicemistrz Campeonato Paranaense: 2016